# M3 (U-Boot)
HMS M3 war ein Unterseeboot der M-Klasse der britischen Royal Navy.
Die M3 gehörte zu einer vier Schiffe umfassenden Klasse von U-Booten, die von der Royal Navy im Februar 1916 anstelle von vier Fahrzeugen der K-Klasse (K18-K21) geordert wurde. Es handelte sich aber nicht, wie gelegentlich zu lesen ist, um Umbauten aus der mit Dampfturbinen angetriebenen K-Klasse, sondern um einen eigenständigen Entwurf. Im Gegensatz zu dieser wiesen die Zweihüllenboote der M-Klasse den typischen Hybridantrieb aus Diesel- und Elektromotoren auf. Neben einer Bewaffnung mit vier 45,7-cm-Torpedorohren führten die M3 und ihre Schwesterschiffe als Hauptbewaffnung eine in einem Geschützturm vor dem Kommandoturm untergebrachte, großkalibrige Schlachtschiffkanone im Kaliber 30,5 cm. Die Idee für dieses Konzept resultierte aus der Unzuverlässigkeit und mangelnden Reichweite der damals verwendeten Torpedos (zum Bewaffnungskonzept siehe das Schwesterschiff M1).
Der Kiel für M3 wurde am 4. Dezember 1916 auf der Werft von Armstrong-Whitworth in Newcastle upon Tyne gelegt, vom Stapel lief das U-Boot am 19. Oktober 1918, die Indienststellung erfolgte erst am 9. Juli 1920. Zusammen mit seinen Schwesterschiffen wurde das U-Boot in den folgenden Jahren vor allem für Test- und Erprobungszwecke eingesetzt. Zu einem ungewöhnlichen Einsatz kam die M3, als sie während eines Generalstreiks zwischen dem 9. und 15. Mai 1926 das Victoria Dock und das King George V.-Dock in London als Generator mit Strom versorgte.
Nach dem Verlust von M1 im Jahr 1925 durch eine Kollision und den Festlegungen der Washingtoner Flottenkonferenz von 1922, die das maximale Kaliber der Schiffsartillerie von U-Booten auf 20,3 cm begrenzte, entfernte man die Geschütztürme der beiden verbliebenen M-Klasse-U-Boote. M3 wurde 1927/28 in Chatham zu Testzwecken in einen Minenleger umgebaut. Hierbei wurde auf das Oberdeck ein Gehäuse aufgesetzt, aus dem anfangs 80, später 100 Minen mit einer Art Förderband durch eine Tür am Heck verlegt werden konnten. Da sich das Konzept bewährte, verwendete man es bei den Booten der Porpoise-Klasse.
Nach Abschluss der Versuche wurde die M3 außer Dienst gestellt und am 16. Februar 1932 zum Abwracken verkauft. Die Verschrottung erfolgte im April 1932 in Newport.